# Coupe du monde de combiné nordique 1987-1988
Navigation
1986–1987 1988–1989
| \| Bad Goisern Saint-Moritz Le Brassus Seefeld Falun Oslo Rovaniemi \| Les sites des compétitions. |
| Bad Goisern Saint-Moritz Le Brassus Seefeld Falun Oslo Rovaniemi                                   |

La Coupe du monde de combiné nordique de 1988 :

## Récit de la compétition

### Le Brassus
Le Brassus accueille pour la première fois dans le cadre de ces épreuves internationales, une course de la coupe du monde de combiné nordique. Le Tremplin de la Chirurgienne accueille sur le même week-end une manche de la coupe d'Europe de saut à ski. Soixante athlètes représentant douze pays participent à la compétition. Le concours de saut à ski a lieu le samedi 16 janvier 1988 à 13h30 et le lendemain, la course de ski de fond a lieu à 10h. Les conditions d'enneigement sont « précaires » et il faut aller chercher de la neige pour la déposer sur les pentes du tremplin. La course de ski de fond est déplacé sur la pente du Col du Marchairuz avec une piste de 5 km spécialement aménagé.
Le concours de saut est dominé par Hubert Schwarz devant Trond-Arne Bredesen et Jouko Parviainen. L'Allemand marque 228 points avec son saut ce qui lui permet de s'élancer avec une minute et 40 secondes d'avance sur le Norvégien et deux minutes et 21 secondes sur le Finlandais. Derrière, le Suisse, Andreas Schaad est à deux minutes et 46 secondes. Les co-leaders de la coupe du monde, Klaus Sulzenbacher et Torbjørn Løkken sont respectivement 9e à trois minutes et 34 secondes et 18e a près de cinq minutes du leader. Lors de la course de ski de fond, Torbjørn Løkken, réalise le meilleur temps et il parcourt les 15 kilomètres en quarante minutes et 43 secondes. Cette performance lui permet de remonter jusqu'en troisième place et de prendre seul la tête de la coupe du monde. Malgré le douzième temps de ski, Trond-Arne Bredesen l'emporte devant Andreas Schaad qui a lui réalisé le 7e temps de ski. Miroslav Kopal prend la quatrième place devant Klaus Sulzenbacher. L'athlète local, Jean-Yves Cuendet, termine 49e.

## Classement final
| Rang | Nom                 | Pays                 | Points |
| ---- | ------------------- | -------------------- | ------ |
| 1    | Klaus Sulzenbacher  | Autriche             | 160    |
| 2    | Torbjørn Løkken     | Norvège              | 116    |
| 3    | Andreas Schaad      | Suisse               | 80     |
| 4    | Hippolyt Kempf      | Suisse               | 69     |
| 5    | Trond-Arne Bredesen | Norvège              | 66     |
| 6    | Thomas Müller       | Allemagne de l'Ouest | 53     |
| 7    | Uwe Prenzel         | Allemagne de l'Est   | 43     |
| 8    | Miroslav Kopal      | Tchécoslovaquie      | 41     |
| 9    | Hallstein Bøgseth   | Norvège              | 39     |
| 9    | Wasilij Sawin       | Union soviétique     | 39     |

## Calendrier
| Étape                                                   | Date             | Épreuve                             | Vainqueur           | Deuxième           | Troisième           |
| Bad Goisern                                             |                  |                                     |                     |                    |                     |
| 1.                                                      | 18 décembre 1987 | Gundersen individuel – K90 / 15 km  | Klaus Sulzenbacher  | Torbjørn Løkken    | Knut Leo Abrahamsen |
| Saint Moritz                                            |                  |                                     |                     |                    |                     |
| 2.                                                      | 9 janvier 1988   | Gundersen individuel – K94 / 15 km  | Torbjørn Løkken     | Klaus Sulzenbacher | Thomas Müller       |
| Le Brassus                                              |                  |                                     |                     |                    |                     |
| 3.                                                      | 16 janvier 1988  | Gundersen individuel – K104 / 15 km | Trond-Arne Bredesen | Andreas Schaad     | Torbjørn Løkken     |
| Seefeld                                                 |                  |                                     |                     |                    |                     |
| 4.                                                      | 23 janvier 1988  | Gundersen individuel – K90 / 15 km  | Klaus Sulzenbacher  | Hippolyt Kempf     | Andreas Schaad      |
|                                                         |                  |                                     |                     |                    |                     |
| Calgary Jeux olympiques d'hiver (13 au 28 février 1988) |                  |                                     |                     |                    |                     |
|                                                         |                  |                                     |                     |                    |                     |
| Falun                                                   |                  |                                     |                     |                    |                     |
| 5.                                                      | 12 mars 1988     | Gundersen individuel – K89 / 15 km  | Klaus Sulzenbacher  | Wasilij Sawin      | Sami Leinonen       |
| Oslo                                                    |                  |                                     |                     |                    |                     |
| 6.                                                      | 18 mars 1988     | Gundersen individuel – K105 / 15 km | Torbjørn Løkken     | Klaus Sulzenbacher | Uwe Prenzel         |
| Rovaniemi                                               |                  |                                     |                     |                    |                     |
| 7.                                                      | 25 mars 1988     | Gundersen individuel – K90 / 15 km  | Klaus Sulzenbacher  | Jukka Ylipulli     | Andrej Dundukov     |